# Paule Marshall
Pour les articles homonymes, voir Marshall.
Paule Marshall, née Valenza Pauline Burke, le 9 avril 1929 à Brooklyn et morte le 12 août 2019 à Richmond,est une romancière et essayiste afro-américaine. 

## Biographie
D'origine barbadienne, Paule Marshall vit à la Barbade durant les  années 1938-1939. Elle fait ses études supérieures au Hunter College.  Après ses études supérieures, elle travaille brièvement en tant que bibliothécaire à la New York Public Library et écrit pour le magazine afro-américain Our World durant les années 1953 à 1956. En 1957, elle épouse Kenneth Marshall avec qui elle a un fils Evan K Marshall. Elle divorce six ans plus tard. 
Elle amorce sa carrière d'écrivaine avec la publication des poèmes tel que From the poets in the kitchen. Avec l'aide du magazine Our World, elle donne naissance à son premier roman Fille noire, pierre sombre, intitulé en anglais Brown Girl, Brownstones. Elle y relate le mode de vie des immigrants de la Barbade à Brooklyn . Elle dédie plusieurs de ses articles à la Barbade et au Brésil. 
Elle embrasse ensuite une longue carrière d'enseignante dans de prestigieuses universités américaines : à l'Université de Californie, à l'Université Columbia, à l'Université de l'Iowa, à l'Université du Commonwealth de Virginie, puis à l'Université de Yale. Elle y donne des cours d'écriture créative et de littérature anglaise, et termine sa carrière en tant que professeure émérite d'anglais et titulaire de la chaire Helen Gould Sheppard de littérature et de culture à New York.

## Œuvres
Écrivaine célèbre de la littérature afro-américaine, Paule Marshall ne cesse dans ses écrits de tisser des ponts entre les règles littéraires afro-américaines et antillaises. Adriana Viola Clement Burke et Sam Burke sont une source d'inspiration constante pour elle. Ses écrits portent plus précisément sur l'identité ethnique, la race et le colonialisme et reflètent son éducation de fille d'immigrants pauvres barbadiens à Brooklyn.     

### Romans
Les romans de Paule Marshall s'axent principalement sur la vie des femmes noires de la diaspora antillaise aux États-Unis : elle y met en scène des femmes fortes en quête de leurs identités et d'aventure . 
- Brown Girl, Brownstones (1959)[12] Publié en français sous le titre Fille noire, pierre sombre, traduit par Jean-Pierre Carasso, Paris, Éditions Balland, 1983, 404 p.  (ISBN 2-7158-0431-8)A travers ce premier roman, Paule Marshall décrit la vie d'immigrants de la Barbade à Brooklyn[13] qui essayent de surmonter la pauvreté et le racisme durant la Grande dépression et la Seconde Guerre mondiale. Elle y traite des questions d'autonomie ethnique et d'assimilation[14] Ce roman de facture plutôt classique reçoit une critique très positive.
- The Chosen Place, the Timeless People (1969) Publié en français sous le titre L’Île de l’éternel retour, traduit par Jean-Pierre Carasso, Paris, Éditions Balland, 1983, 404 p.  (ISBN 2-7158-0552-7)L'écriture de ce deuxième roman commence avec le début de l'apparition des mouvements féministes et panafricains. Il est considéré comme le roman le plus politique de Paule Marshall[15].
- Praisesong for the Widow (1983)

- Daughters (1991)
- The Fisher King (2001)

### Recueils de nouvelles
- Soul Clap Hands and Sing (1961)
- Reena and Other Stories (1983)
- Merle: a novella and Other Stories (1985)

### Autres publications
- Paule Marshall Interview with Kay Bonetti (1987)
- Triangular Road (2009), mémoires

## Prix et Distinctions
Tout au long de sa carrière d'écrivain, Paule Marshall remporte de nombreux prix, bourses et distinctions : 
- La bourse de la fondation John Simon Guggenheim en 1961 afin qu'« elle se consacre à l'écriture de son œuvre Soul Clap Hands and Sing ».
- Le prix Rosenthal en 1962 par l'Institut national des arts et des lettres pour Soul Clap Hands and Sing.
- La bourse de la fondation Ford en 1964-1965.
- La bourse du National Endowment for the Arts (1966-1977)
- La bourse de service public des artistes créatifs en 1974.
- L'American Book Award, Before Columbus Foundation en 1984 pour Praisesong for the Widow
- Le Pprix Dos Passos de littérature en 1989.
- La Nomination au Los Angeles Times Book Award 1992 pour Daughters
- La bourse de la Fondation MacArthur en 1992[9].
- Le LHD honorifique du Bates College.
- Le Black Caucus du prix littéraire de l'American Library Association en 2001 pour The Fisher King
- Le Lifetime Achievement Award des Anisfield-Wolf Book Awards en 2010.